# Live from SoHo (EP de Jonas Brothers)
iTunes Live from SoHo es el segundo EP de la banda estadounidense de pop-rock Jonas Brothers. Lanzado el 24 de febrero del 2009 por Hollywood Records.
El EP contiene 6 canciones disponibles en descarga digital en iTunes en el Reino Unido, Europa, Australia y los Estados Unidos.

## Lista de canciones
| Jonas Brothers: Live from SoHo |                                                 |                                                                              |          |  |
| N.º                            | Título                                          | Escritor(es)                                                                 | Duración |  |
| 1.                             | «Shelf» (Live from SoHo)                        | Jonas Brothers                                                               | 4:23     |  |
| 2.                             | «Lovebug» (Live from SoHo)                      | Nick Jonas, Joe Jonas, Kevin Jonas                                           | 4:01     |  |
| 3.                             | «A Little Bit Longer» (Live from SoHo)          | Nick Jonas                                                                   | 5:47     |  |
| 4.                             | «When You Look Me in the Eyes» (Live from SoHo) | Nick Jonas, Joe Jonas, Kevin Jonas, Kevin Jonas Sr., PJ Bianco, Raymond Boyd | 4:21     |  |
| 5.                             | «S.O.S.» (Live from SoHo)                       | Nick Jonas                                                                   | 2:31     |  |
| 6.                             | «Tonight» (Live from SoHo)                      | Nick Jonas, Joe Jonas, Kevin Jonas, Greg Garbowsky                           | 3:26     |  |
| 23:49                          |                                                 |                                                                              |          |  |